# Eutreta aczeli
Eutreta aczeli är en tvåvingeart som beskrevs av Lima 1954. Eutreta aczeli ingår i släktet Eutreta och familjen borrflugor. Inga underarter finns listade i Catalogue of Life.